# Домашние роды
Домашние роды — роды, которые происходят дома, в отличие от родов в роддоме или больнице. Домашние роды бывают запланированными и незапланированными, с акушерской или без акушерской помощи. Обычно домашние роды сопровождаются акушеркой, реже — семейным врачом, акушером-гинекологом или доулой. В странах, где домашние роды регулируются, домашние акушерки получают специальное образование, подходящее именно для того, чтобы роды принимать именно дома.
В странах, где принято рожать в клинических стационарах, женщины выбирают домашние роды по нескольким причинам. Наиболее распространённые из них: соображения безопасности, желание избежать распространённых медицинских вмешательств в роды, убеждение, что роды — это интимное, духовное или социально-семейное событие. До начала XX века все или большинство родов проходили дома. Массовый переход родов в больницы произошёл в начале XX века.
В разных странах существуют законодательства, которые регулируют правовую основу помощи женщинам, которые рожают дома.
Сегодня домашние роды — острый политический вопрос. Например, в США, свобода выбора домашних родов варьируется в зависимости от законодательства того или иного штата. В Европе поддерживаются домашние роды в сопровождении акушерки. В развивающихся странах большинство женщин рожает дома с традиционными акушерками, акушерками-медсёстрами или с помощью родственников. В этих странах существует разная степень риска перинатальной и материнской смертности. Неблагоприятные социо-экономические условия, культурные особенности и отсутствие медицинской помощи в случае необходимости объясняют степень повышения риска.

## Типы домашних родов
Домашние роды делятся на запланированные, когда женщина и её семья заранее планируют рожать дома, и незапланированные, когда женщина рожает дома, потому что не успела доехать до роддома или больницы.
Домашние роды делятся на роды с профессиональной и традиционной помощью. К профессиональной помощи в родах относятся преимущественно роды с акушерками, которые признаны законодательно в данной местности, реже — роды с семейными врачами, и крайне редко — роды с акушером-гинекологом. К традиционной помощи в родах относятся традиционные акушерки. Роды с мужем, родственниками, подругами, доулой или опытными женщинами могут относиться к категории родов с традиционной помощью, а иногда к соло-родам.

## История
В статье «Домашние роды в России» врачи Казанской государственной медицинской академии Хасанов А. А., Мальцева Л. И., Хамитова Г. В. приводят результаты своих исследований:

Убедившись в травматичности некоторых общепринятых акушерских пособий, мы заинтересовались состоянием детей, родившихся не только без каких-либо акушерских манипуляций, но и вообще без медицинской помощи — дома, без врача или акушерки.

Для выяснения этого вопроса проанализировано 110 так называемых домашних родов.

…

Сравнив полученные результаты, мы обнаружили неожиданную закономерность: там, где роженицы лишены акушерской помощи, происходит не ухудшение (логично ожидаемое), а улучшение исхода родов для матери и плода. Улучшение исхода родов наблюдается по всем параметрам, кроме одного — при домашних родах увеличивается средняя кровопотеря.

Однако спустя 20 лет, в 2011 году автор исследования Хасанов А. А. высказывает прямо противоположное мнение. В статье «Домашние роды — это безумие!» он отмечает:

Признаю, главным аргументом они (сторонники домашних родов) выдвигают мою книгу, написанную в 1992 году, где я описывал 100 случаев домашних родов. Да, все они завершились благополучно. Но с тех пор многое изменилось. Повторяю, сейчас рожать дома — безумное решение!

В настоящее время в России ведение родов в домашних условиях — это безумие. Это неоправданный риск для здоровья как мамы, так и малыша. Осторожнее относятся к домашним родам и за рубежом. Если раньше, к примеру, в Голландии около 60 % родов велось на дому, то сейчас этот процентный показатель снизился до 20. Причём половина рожениц впоследствии госпитализируются из-за различных осложнений. И это при том, что роды ведёт квалифицированная акушерка, у дома дежурит карета скорой помощи, а роддом в любое время готов принять роженицу. В США и Англии три процента домашних родов. Но и там полтора процента беременных, выбравших роды дома, завершают их в больнице.

## Законодательство в разных странах
В то время, как женщина в развитых странах может рожать ребёнка дома, в родильном центре или в больнице, законодательство может влиять на её выбор.

### Австралия
В апреле 2007 года правительство Западной Австралии расширило покрытие для родов дома для всего штата. В других штатах в Австралии, включая Северную территорию, Новый Южный Уэльс и Южную Австралию, также существует государственное финансирование для независимых домашних родов.
Государственный бюджет за 2009 год предоставил дополнительные фонды для Медикэр, чтобы разрешить акушеркам работать как частные практики, разрешив акушеркам выписывать лекарства, покрываемые программой Медикэр и помогая им с включением в программы страхования медицинских расходов. Однако этот план покрывает только роды в госпитале. Пока не существует планов расширить фонды Медикэр и PBS для домашних родов в Австралии.
На момент июля 2010 года все люди, работающие в здравоохранении, должны иметь полисы страхования ответственности. Акушерки, которые принимают роды дома, будут исключены из программ медицинского страхования на два года, пока правительство ищет возможность сделать страховку, доступной для них.

### Канада
Медицинская страховка, покрывающая медицинские услуги, связанные с домашними родами, меняется от провинции к провинции, также как и количество врачей и акушерок, предоставляющих подобные услуги. Провинции Онтарио, Британская Колумбия, Саскачеван, Манитоба, Альберта и Квебек в настоящее время покрывают стоимость медицинских услуг, связанных с родами дома.

### США
Во всех штатах можно нанять сертифицированную сестру-акушера (ССА), которые являются квалифицированными медсёстрами, хотя это происходит редко, так как чаще всего ССА работают в госпиталях. В 27 штатах можно нанять медсестру, окончившую курс акушера. Некоторые неквалифицированные медсёстры продолжают практиковать в остальных 23 штатах, за что могут преследоваться и быть арестованы. В данных штатах принимаются меры к изменению законов.
Деятельность акушерок всё ещё (на май 2006) нелегальна при некоторых обстоятельствах в Вашингтоне и следующих штатах: Алабама, Джорджия, Гавайи, Иллинойс, Индиана, Айова, Кентукки, Мэриленд, Северная Каролина, Южная Дакота и Вайоминг. Сертифицированные акушерки-медсёстры могут помогать в родах на дому в этих штатах, хотя из-за давления страховых компаний и проблем с поиском врачей, которые согласятся принять рожениц при переводе в больницу, сертифицированные акушерки-медсёстры редко принимают роды на дому.
Матерям, рожающим вне больниц, наказание не грозит.

### Венгрия
В Венгрии домашние роды легальны, но акушеркам требуется свидетельство для участия в них. Агнес Гереб, акушерка и главная пропагандистка домашних родов в Венгрии, в настоящее время находится под следствием.

## Известные сторонники

### Айна Мей Гаскин
Айна Мей Гаскин, сертифицированная профессиональная акушерка в США. Считается матерью возрождённого акушерства в США. Автор книги «Духовное акушерство». Является основателем и директором Центра акушерства (Farm Midwifery Center) в Саммерстауне (США, Теннесси). Центр был основан в 1971 году, а к 1996 году было принято более 2200 родов, причём Айна Мэй Гаскин принимала участие в 1200 родах.
Долгие годы она читала лекции по всему миру на акушерских конференциях и медицинских школах для студентов и врачей. Возглавляла самую крупную организацию акушеров Америки (Ассоциацию акушерок Северной Америки; Midwives ' Alliance of North America). Она также является основателем проекта The Quilt Project, призванного привлечь внимание общественности к материнской смертности, связанной с беременностью.

### Мишель Оден
Доктор Оден — основатель Научно-исследовательского центра первичного здоровья в Лондоне, автор более 50 научных работ и автор 12 книг. На протяжении 21 года (1962—1983) работал штатным хирургом и акушером в государственном госпитале города Питивье во Франции.